# Escriptura
|  | Per a altres significats, vegeu «Escriptura (desambiguació)». |

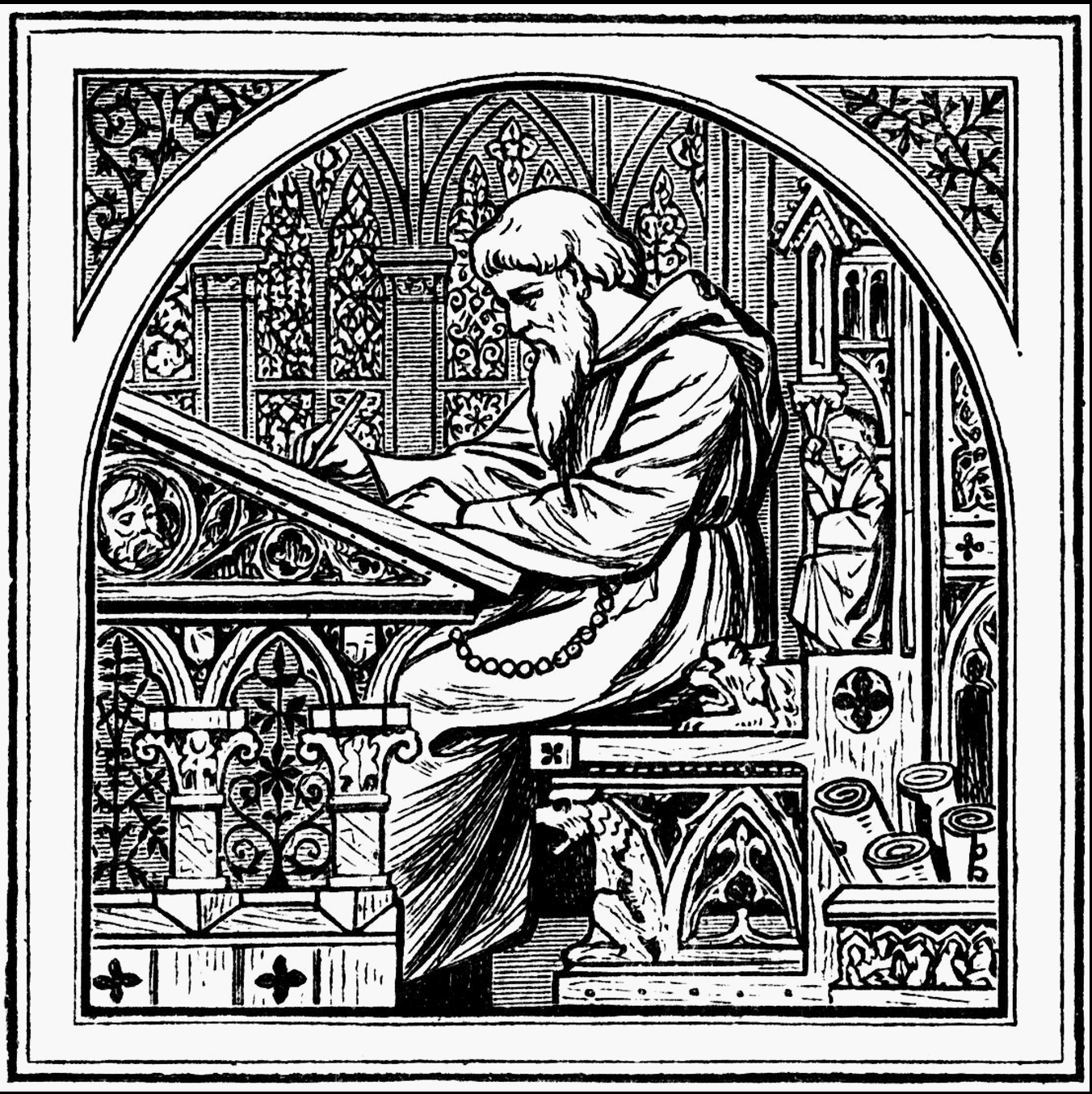
Il·lustració d'un escriba fent ús de l'escriptura

L'escriptura és un mètode de comunicació humana que es realitza mitjançant signes visuals que constitueixen un sistema, que pot o no expressar sense ambigüitat tot el que pot dir una llengua determinada. El domini de l'escriptura i la lectura associada s'anomena alfabetisme. La persona que es dedica professionalment a escriure és escriptora i l'art d'escriure és la literatura.
Es pot escriure usant diverses eines, sobre diferents suports i emprant diversos mètodes, tècniques i tecnologies. Per exemple, la taquigrafia és una escriptura abreujada d'execució idealment a la mateixa velocitat amb què es parla, igual que el llenguatge SMS; i la mecanografia és una manera d'escriure mitjançant un teclat o una màquina d'escriure, permetent, com la impremta, diverses tipografies i, de vegades, produint errates. La grafologia pretén revelar la personalitat d'una persona a partir de la seva escriptura a mà.

## Etimologia
La paraula en català "escriptura" prové del llatí scriptūra, amb el mateix significat.

## Història de l'escriptura

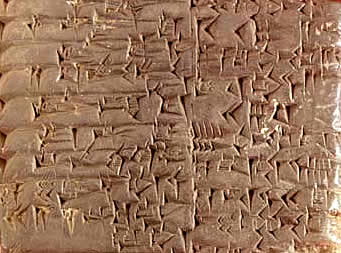
Peça d'escriptura cuneïforme

L'escriptura existeix des de fa uns 5.300 anys. Va aparèixer en diferents formes almenys en cinc o sis focus de civilitzacions amb llarg domini de l'agricultura: a Mesopotàmia cap al 3300 aC, a Egipte al 3200 aC, a Xipre al 2200 aC, a Creta al 1900 aC, a la Xina al 1400 aC i a l'Amèrica Central cap al 900 aC. Aquests escrits van donar lloc a gairebé tots els sistemes gràfics actualment coneguts. El primer alfabet va aparèixer al voltant del 2000 aC i el primer idioma escrit fou el sumeri.
Abans, a principis del Neolític, cap al mil·lenni VII aC, ja existia algun tipus de protoescriptura. Algunes teories atribueixen l'origen de les primeres escriptures a les transaccions entre terres remotes que requeria l'establiment de contractes per mitjà de boles buides d'argila adjuntant petites pedres i petites figures d'argila que simbolitzaven els nombres, mentre que d'altres la consideren una derivació de símbols naturalistes dibuixats en paper o pell, podent tenir ús decoratiu. Generalment es creu que el primer sistema va ser l'escriptura sumèria, que va originar l'escriptura cuneïforme i els jeroglífics egipcis, que són aproximadament de la mateixa època. A Siracusa i Atenes s'utilitzà l'escriptura en el sistema de votació popular per a decidir si desterrar o no ciutadans.

## Sistemes d'escriptura

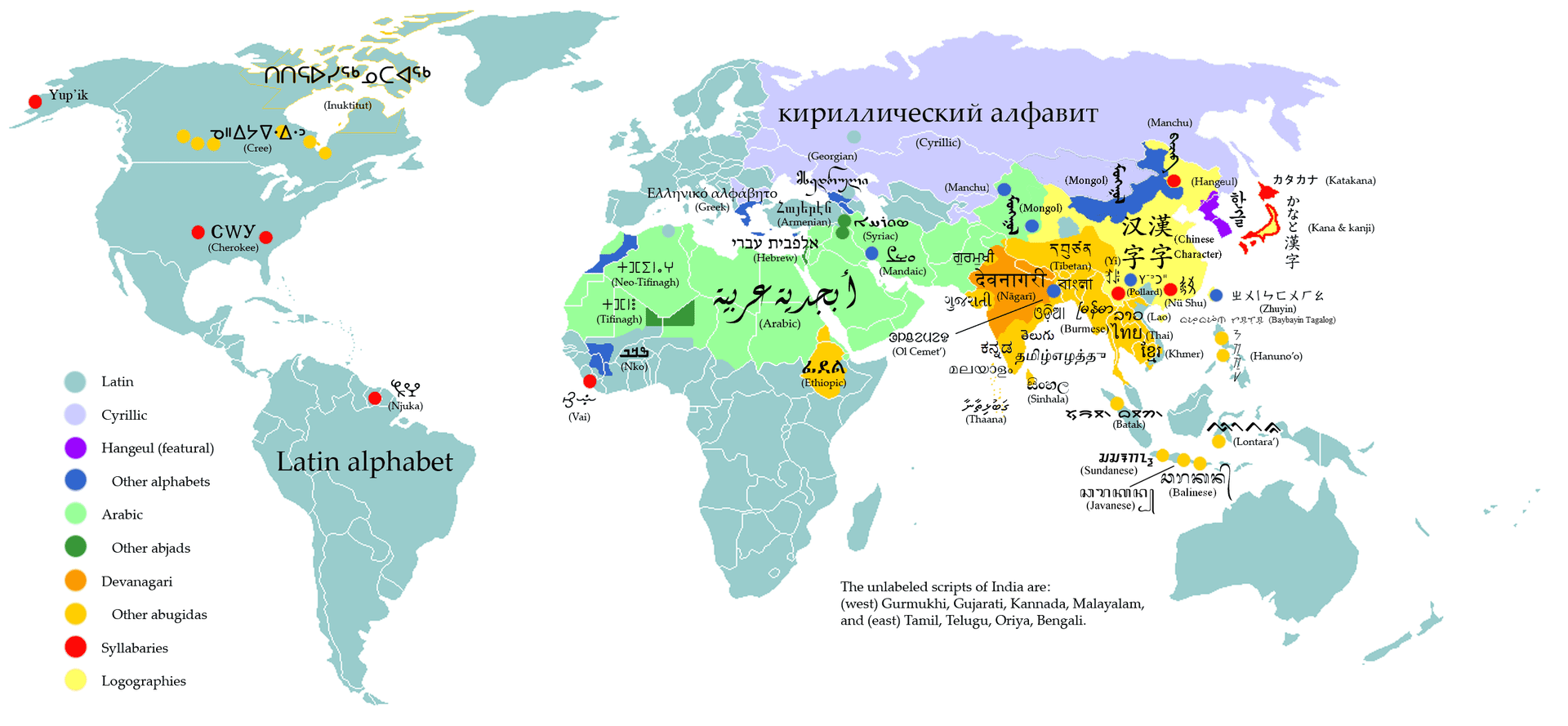
Sistemes de escriptura al món.
Llatí (alfabètic)
Ciríl·lic (alfabètic)
Hangul
Altres alfabets
Aràbic (abjad)
Altres abjads
Devanagari (abugida)
Altres abugides
Sil·labaris
Escriptura xinesa (logogràfica)

Els sistemes d'escriptura es diferencien d'altres sistemes de comunicació basats en símbols pel fet que normalment cal comprendre almenys part de la llengua parlada en qüestió per poder llegir i entendre el text. Contrasten amb altres possibles sistemes simbòlics com els senyals de trànsit, la pintura, els mapes i les matemàtiques, que no necessàriament depenen d'un coneixement previ d'una llengua parlada per extreure'n el significat associat.
Tota comunitat humana té una llengua oral parlada amb veu o per signes. No obstant això, l'adopció de sistemes d'escriptura només ha passat unes poques vegades. Una vegada establerts, es modifiquen molt més lentament que la pròpia llengua, i sovint conserven trets i expressions que ja no són corrents en la llengua parlada de la comunitat. El gran avantatge conferit pels sistemes d'escriptura és la seva capacitat de mantenir un registre persistent d'informació expressable que es pot recuperar independentment de l'acte inicial de formulació.
La transliteració és la representació d'un text escrit amb un sistema d'escriptura determinat amb caràcters d'un altre sistema d'escriptura d'una manera sistemàtica, de forma que existeix una correspondència entre els caràcters de tots dos sistemes d'escriptura. La transliteració es diferencia de la transcripció perquè aquesta es basa en la fonètica original del text a transcriure, mentre que la transliteració es basa en l'escriptura del text, independentment de com es pronunciï.

## Tipus d'escriptura

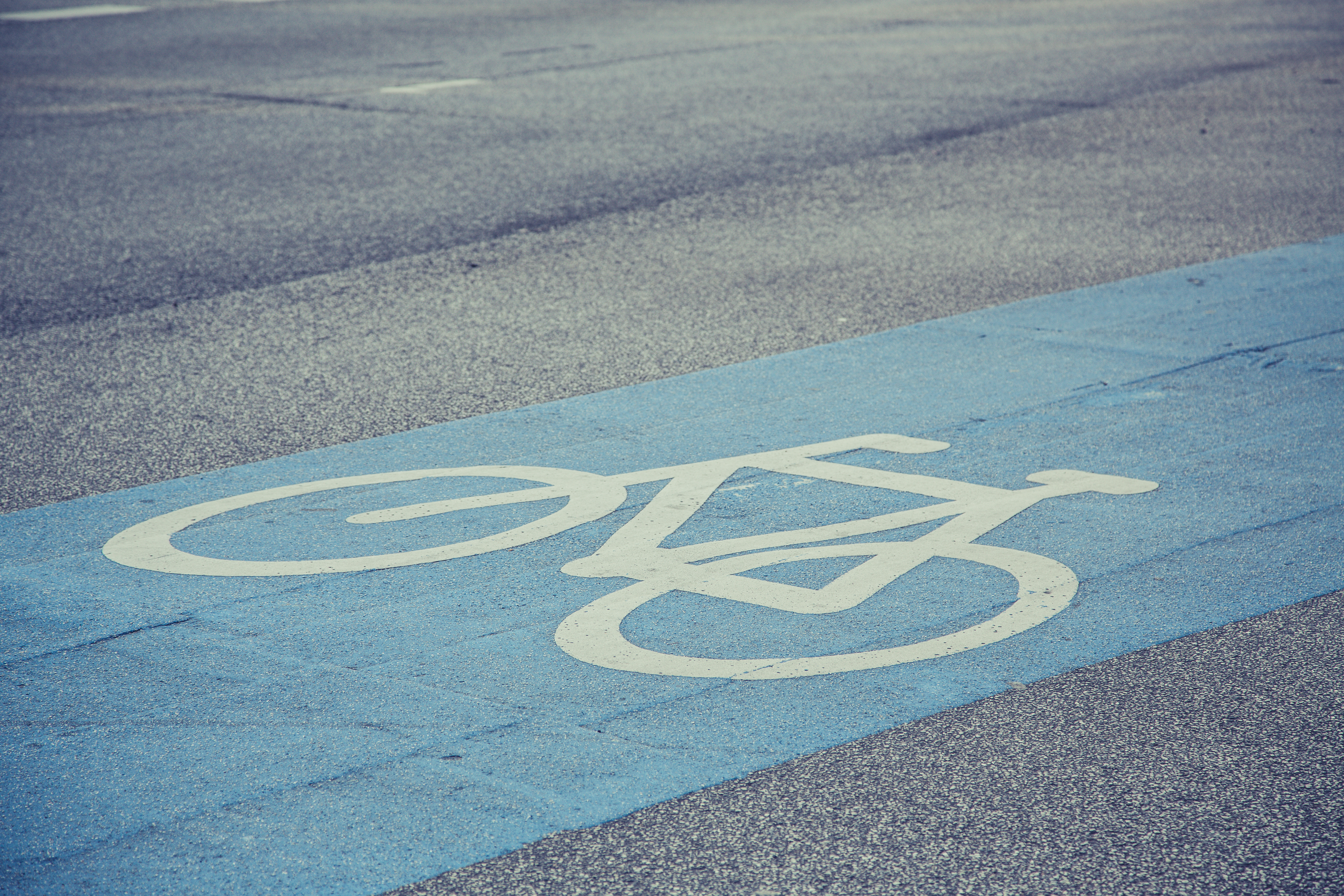
Un pictograma actual

L'escriptura ha evolucionat a través del temps. Com a precedent de l'escriptura pròpiament dita hi ha els pictogrames. L'escriptura ha passat per dues etapes:
- Escriptura ideogràfica: els signes escrits expressen idees. Està plenament demostrat que l'escriptura ideogràfica va precedir l'escriptura fonètica.
- Escriptura fonètica: els signes escrits representen els sons de la llengua. N'hi ha dos tipus:
  - Sil·labari: els signes escrits representen síl·labes.
  - Alfabet: els signes escrits representen fonemes.

El tipus d'escriptura que combina diversos d'aquests tipus és l'escriptura mixta.
| Tipus de sistema | Què representa cada símbol | Exemple     |
| ---------------- | -------------------------- | ----------- |
| Logogràfic       | morfema                    | Hanzi xinès |
| Sil·làbic        | síl·laba                   | Katakana    |
| Alfabètic        | fonema                     | Llatí       |
| Abugida          | consonant+vocal, vocal     | Devanagari  |
| Abjad            | consonant                  | Àrab        |

### Escriptura logogràfica

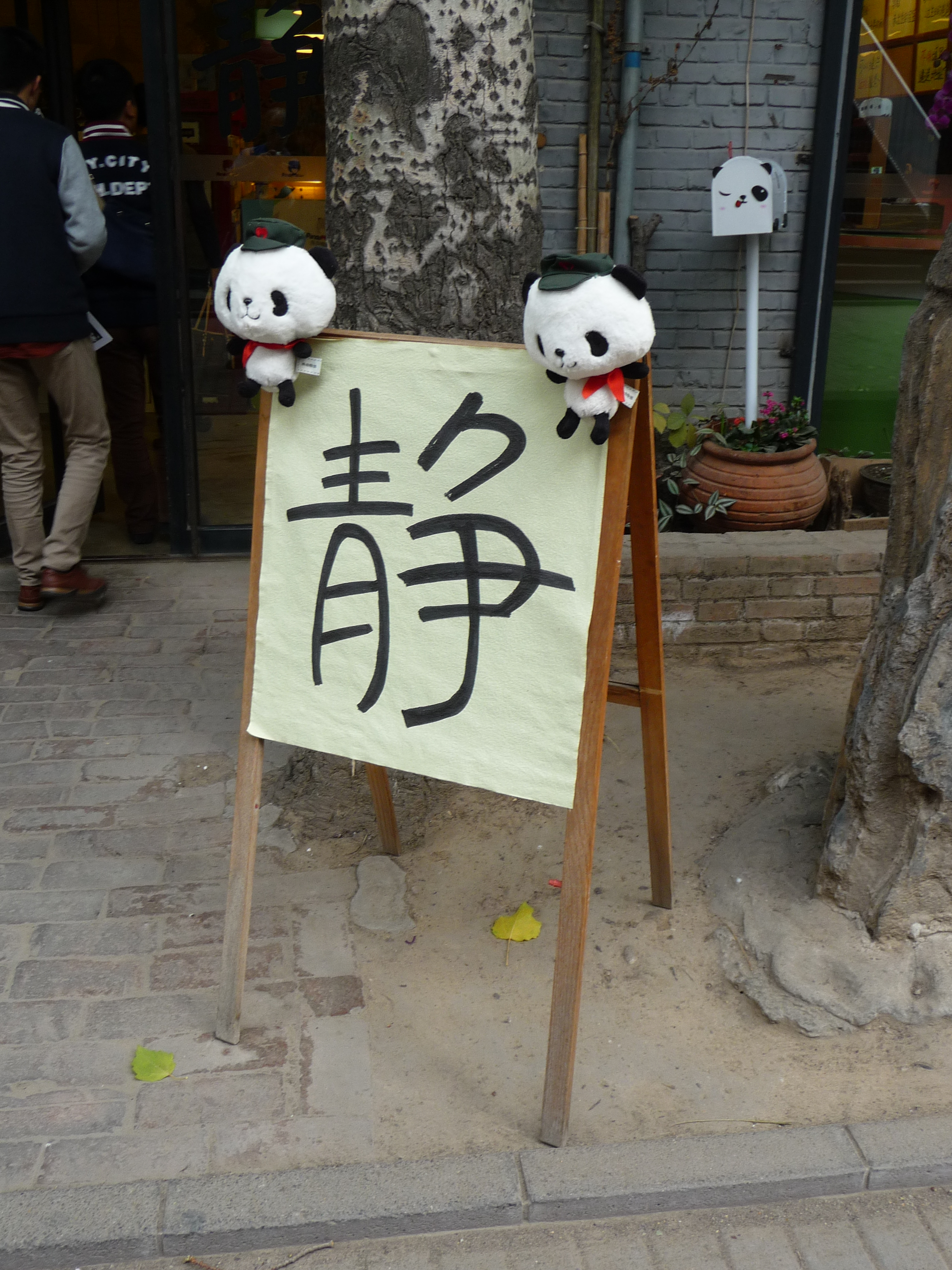
Escriptura xinesa

Un logograma és un sol caràcter escrit que representa un mot o morfema. Com que cada caràcter representa un únic mot (o, més precisament, un morfema), calen molts logogrames per escriure totes les paraules de l'idioma. La gran col·lecció de logogrames i la memorització són l'inconvenient més gran dels sistemes logogràfics en relació amb els sistemes alfabètics. No obstant això, com que el significat va lligat al símbol, el mateix sistema logogràfic teòricament es pot fer servir per representar llengües diferents. En la pràctica això només és així amb llengües molt pròximes.
Els logogrames són sovint anomenats ideogrames. El més important —i fins i tot, l'únic supervivent— dels sistemes d'escriptura logogràfics actuals és el xinès. Els seus caràcters es fan servir, tot i que en un cert grau modificats, en xinès, japonès, coreà, vietnamita (fins al 1910) i en altres llengües de l'Àsia oriental.
Un exemple de logogrames àmpliament utilitzats al món occidental actual és el conjunt de les xifres aràbigues. Tothom que fa servir aquests símbols comprèn que 1 significa u, uno, un, um, one, eins, egy, bat, o ichi. Altres logogrames occidentals són les lligadures & ("i" comercial) i @ (arrova), provinents respectivament de les partícules llatines et i ad, amb funcions diferenciades en el pas del temps.

### Escriptura sil·làbica

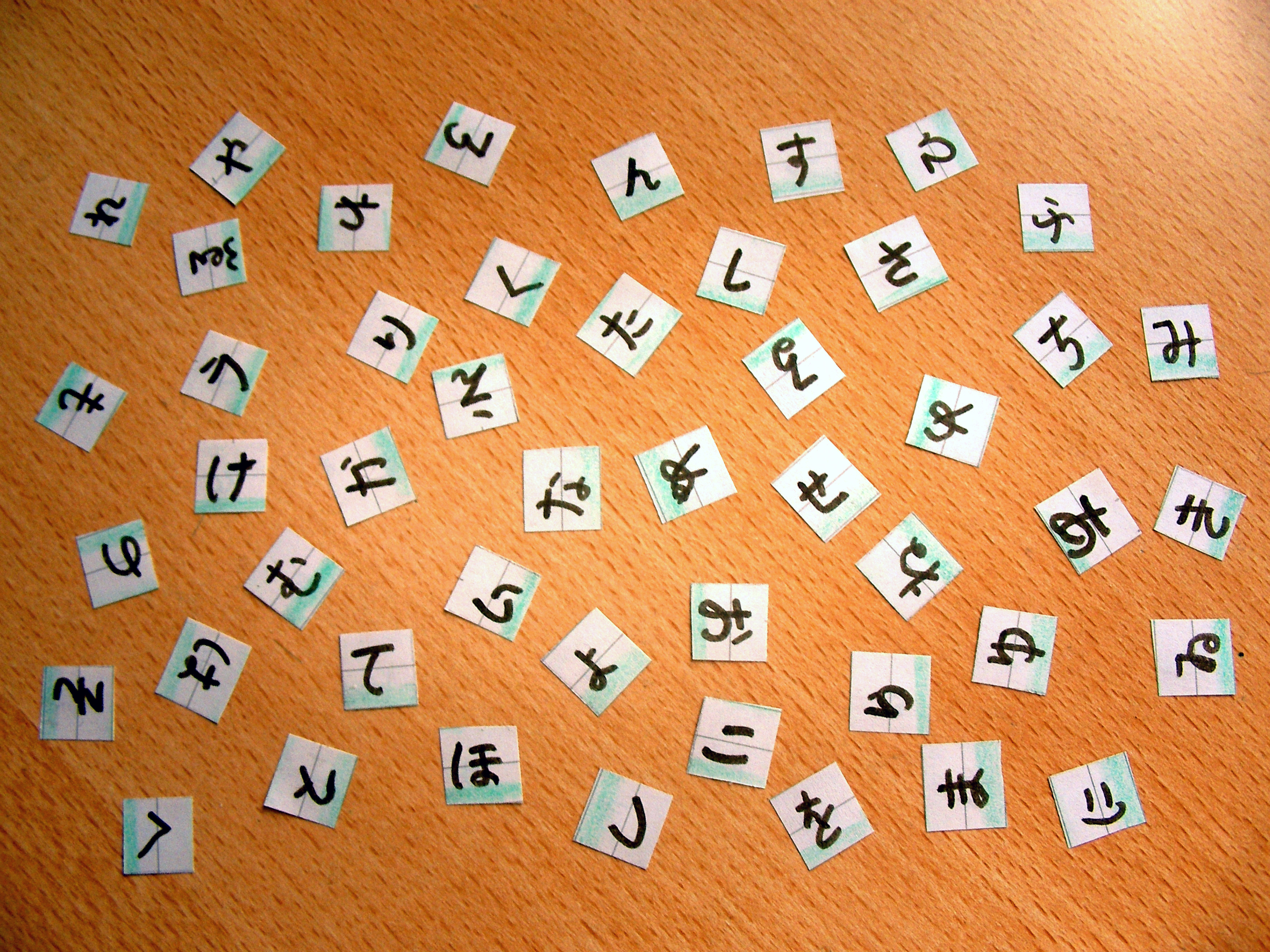
Síl·labes de l'hiragana

Un sil·labari té un conjunt de símbols que representen (o s'aproximen a) síl·labes, que formen mots. Un símbol en un sil·labari representa generalment un so consonàntic seguit d'un so vocàlic, o simplement una vocal aïllada. En un vertader sil·labari no hi ha una similitud gràfica sistemàtica entre caràcters semblants fonèticament (encara que alguns tenen similitud amb les vocals). És a dir, els caràcters per a «ke», «ka», i «ko» no tenen una semblança que indiqui un tret comú amb el so de [k].
Els sil·labaris són més indicats per a llengües amb una estructura sil·làbica simple, com el japonès. Altres llengües que fan servir el sistema d'escriptura sil·làbic són: el grec micènic (lineal B) i llengües nadiues americanes com el cherokee. Diverses llengües de l'antic Pròxim Orient utilitzaven formes de cuneïforme, que és un sil·labari amb alguns elements no sil·làbics.
El català, al contrari, permet estructures de síl·labes complexes, amb un inventari relativament llarg de vocals i complexos grups consonàntics, de manera que això faria enutjós d'escriure el català amb un sil·labari. Per escriure català amb un sil·labari, cada possible síl·laba en català hauria de tenir un símbol propi, i mentre que el nombre de possibles síl·labes en japonès només ronda la centena en català aquestes es compten per milers (calculeu una trentena de sons consonàntics inicials, per vuit sons vocàlics, per una altra trentena de sons consonàntics finals).

### Escriptura alfabètica

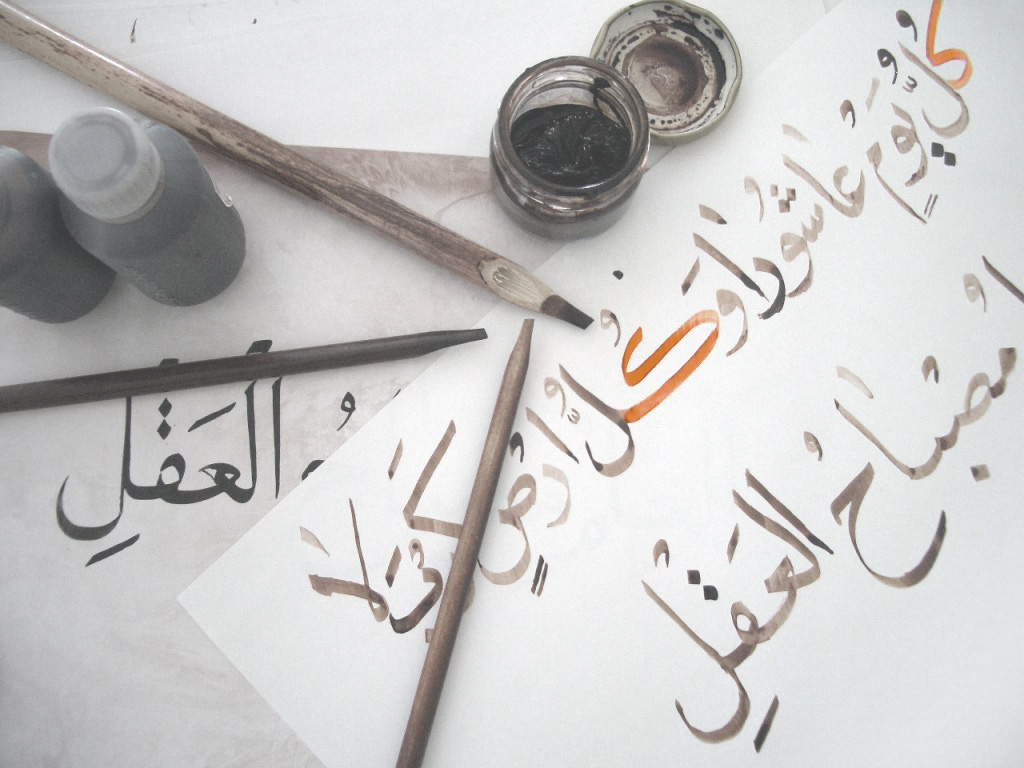
Cal·ligrafia aràbiga

En els alfabets distingirem bàsicament tres classes: alfabets plens, o complets, els que contenen consonants i vocals; alfabets sil·làbics o abugides; i alfabets consonàntics o abjads.
Un alfabet "complet" és un conjunt reduït de lletres o "símbols base" en què cada un dels símbols representa o representava històricament un fonema d'una llengua escrita. En un alfabet perfectament fonològic els fonemes i les lletres es corresponen en ambdues direccions: un escriptor pot predir l'ortografia d'un mot per la seva pronúncia, i un locutor pot predir la pronúncia d'un mot per la seva ortografia. Tots els idiomes tenen regles generals que regeixen l'associació entre lletres i fonemes.
Un abjad és un sistema d'escriptura alfabètic amb un símbol per a cada consonant. Els abjads difereixen dels alfabets complets perquè només tenen caràcters per als sons consonàntics. Les vocals no s'indiquen habitualment en un abjad. És el primer tipus d'alfabet que es va crear. Tots els abjads coneguts pertanyen a llengües afroasiàtiques. Les llengües semítiques i les amazigues, que hi estan relacionades, tenen una estructura morfèmica que fa que en molts casos la indicació de les vocals resulti redundant.
Un abugida és un sistema d'escriptura alfabètic en què els signes bàsics indiquen consonants amb una vocal inherent, i hi ha unes modificacions consistents dels signes bàsics per a indicar altres vocals. La diferència òbvia amb els sil·labaris és que aquests tenen un signe completament diferent per a cada síl·laba amb la consonant principal en comú, mentre que la majoria d'abugides són derivacions d'abjads de signes de consonants amb nous símbols per a les vocals com a marques afegides al símbol bàsic. El grup més gran d'abugides és la família d'escriptures brahmi, que inclou gairebé totes les escriptures en ús a l'Índia i al sud-est d'Àsia.

## Classificació gràfica

### Escriptures lineals i no lineals

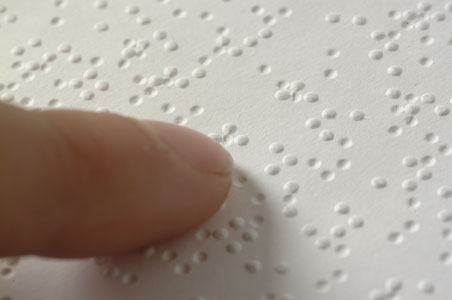
Escriptura no lineal

Potser la distinció gràfica primària en les classificacions és la linealitat. Els sistemes d'escriptura lineals són aquells en els quals els caràcters estan compostos de línies, com l'alfabet llatí i l'escriptura xinesa. Els caràcters xinesos són considerats lineals si són escrits amb un bolígraf o amb un raspall ligràfic, o modelats en bronze. Similarment, els jeroglífics egipcis i els glifs maies són sovint pintats en un perfil amb forma lineal, però en situacions formals són tallats en relleu. Els sistemes no lineals, d'altra banda, com el braille, no estan compostos de línies. Els més antics exemples d'escriptura són lineals: l'escriptura sumèria del 3300 aC era lineal, encara que els seus descendents cuneïformes no.
La cuneïforme fou probablement l'escriptura més antiga. Els seus glifs es formaven prement el final d'una agulla amb llengüeta en massilla humida, no traçant les línies en la massilla amb l'agulla com es va dir prèviament. El resultat fou una radical transformació de l'aparença de l'escriptura.
El braille és una adaptació no lineal de l'alfabet llatí que abandona per complet les formes llatines. Les lletres estan compostes de punts en relleu en el substrat de l'escriptura, que pot ser de cuir (el material originari de Louis Braille), paper rígid, plàstic o metall.
També hi ha altres adaptacions no lineals de l'alfabet llatí, incloent-hi el codi Morse, l'alfabet dactilològic de diversos llenguatges de signes, i el semàfor, en el qual les banderes i barres se situen descrivint angles. Tanmateix, si l'"escriptura" es defineix com un mitjà potencialment permanent de gravar informació, llavors aquests sistemes no es qualificarien realment com a escriptura, perquè els símbols desapareixen després d'un temps.
Si l'escriptura Edo és certament un sistema d'escriptura complet, pot ser l'únic exemple natural d'una escriptura en la qual el color dels grafemes es posa en contrast.

### Sentit de l'escriptura

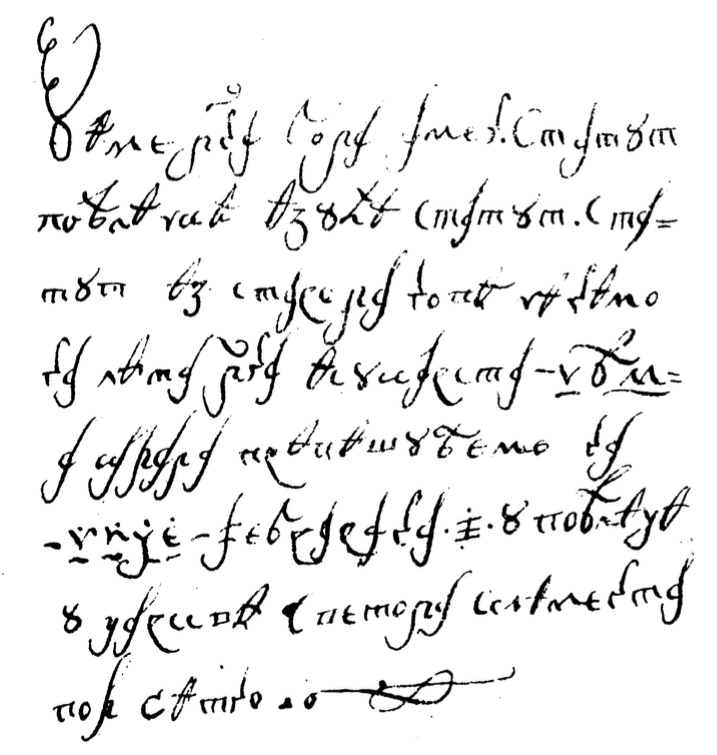
Escriptura en rectes horitzontals, escrites d'esquerra a dreta i cada una sota l'anterior

Les diferents escriptures es realitzen en direccions diferents. El primer alfabet es podia escriure en qualsevol direcció: horitzontal (d'esquerra a dreta o de dreta a esquerra) o vertical (cap amunt o cap avall). També es podia escriure bustrofèdicament (tal com fa el bou amb l'arada en un camp): començant horitzontalment en una direcció i llavors girant al final de la ratlla i invertint la direcció. El jeroglífic egipci feia servir aquesta disposició, l'inici d'una ratlla horitzontal ve indicat per cap a quina direcció miren els ideogrames amb figures animals o humanes.
L'alfabet grec i els seus successors, i entre aquests l'alfabet llatí que, modificat, fem servir per al català, van fixar una disposició en ratlles horitzontals d'esquerra a dreta, de dalt cap avall de la pàgina. Altres escriptures, com l'àrab i l'hebrea, s'escriuen de dreta a esquerra. Moltes escriptures de l'Àsia oriental, com el xinès o el japonès, s'escriuen tradicionalment en ratlles verticals de dalt cap avall, des de la dreta de la pàgina cap a l'esquerra. També hi ha escriptures que van de baix cap a dalt de la pàgina, com les que es feien servir antigament a les Illes Filipines i altres illes del Pacífic occidental.
L'Stoikhedon està prou de moda en logotips i cartellisme.
Cal destacar per acabar, l'escriptura en internet, que segueix la direcció de l'hipertext, en el sentit que un discurs pot ramificar-se a partir d'un enllaç, abandonant el discurs principal o retornant-hi més endavant, de manera que el lector avança a salts i no seguint línies horitzontals o verticals.

## Materials de suport

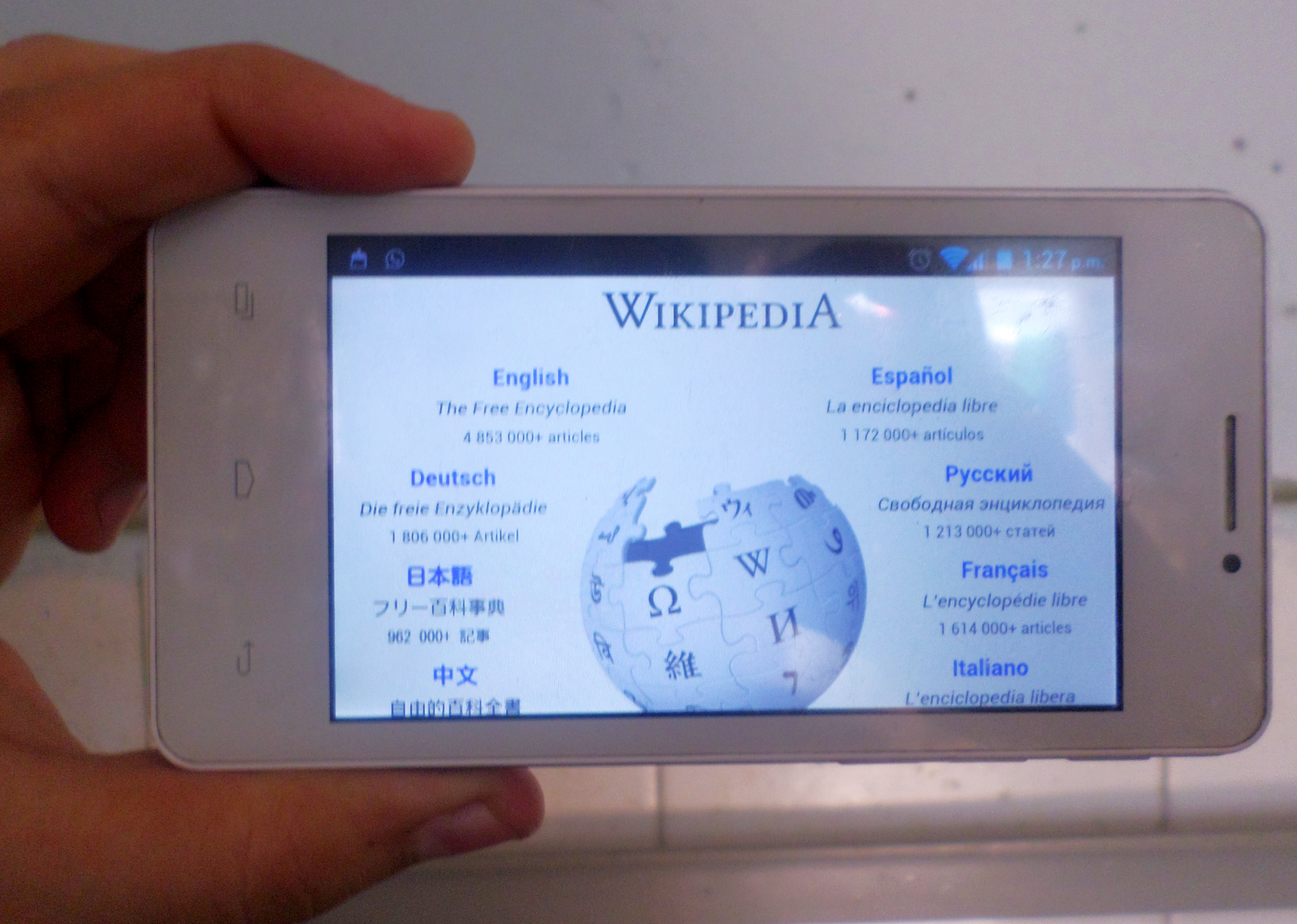
Escriptura a la pantalla d'un mòbil

Els materials que han servit de suport a l'escriptura han estat molt variats al llarg de la història. Així, han aparegut escrits sobre materials considerats durs (escorça d'arbre, ossos d'animals, trossos de minerals, closques de mol·luscs) i materials tous; materials d'origen vegetal (fulles de plantes, escorça d'arbre, teixit de lli), d'origen mineral (pedra, com marbre, granit, basalt, ceràmica i altres materials amb què es construïen parets sobre les quals s'escrivia; mineral, com bronze, ferro) i d'altres orígens (vidre, ostres, marfil, terracota). Als materials tous se sumen els materials flexibles: teixit, papir i pergamí. D'altres són les tauletes d'argila, taules de fusta, cobertes de cera i paper, etc.
Actualment solen ser llibretes, llibres, altres publicacions, pantalles de plasma o projeccions en una paret, un llenç o paper. En l'art contemporani, el suport per a l'escriptura pot ser qualsevol.

## Nivells d'ús

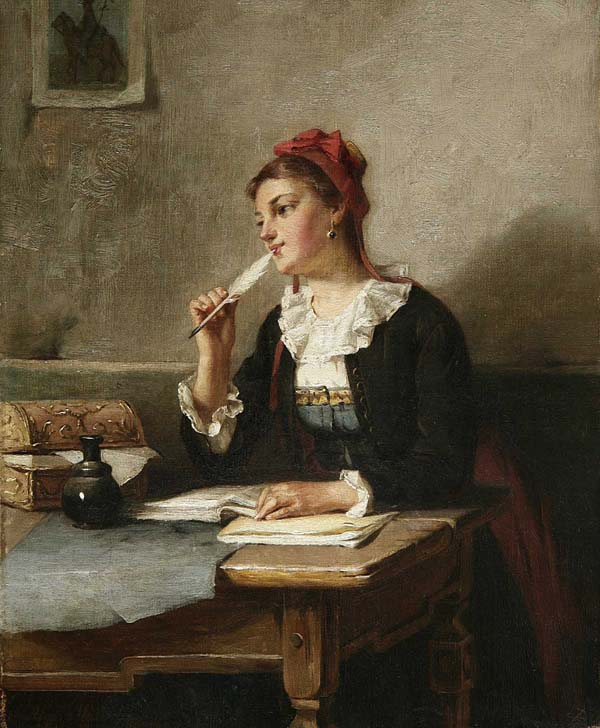
Dona escrivint

Des de la psicologia, Wells (1987) explora el concepte d'escrit i identifica nivells d'ús executiu, funcional, instrumental i epistèmic. El més bàsic n'és l'executiu, tot referint-se al control del codi escrit, a la capacitat de codificar i descodificar signes gràfics. El funcional inclou la comunicació interpersonal i exigeix el coneixement dels diferents contexts, gèneres i registres en què s'usa l'escriptura. L'instrumental correspon a l'ús de la lectoescriptura com a vehicle per accedir al coneixement científic i disciplinari. I l'epistèmic se'n refereix a l'ús més desenvolupat cognitivament, en què l'autor, en escriure, transforma el coneixement des de la seva experiència personal i crea idees.

## Funcions

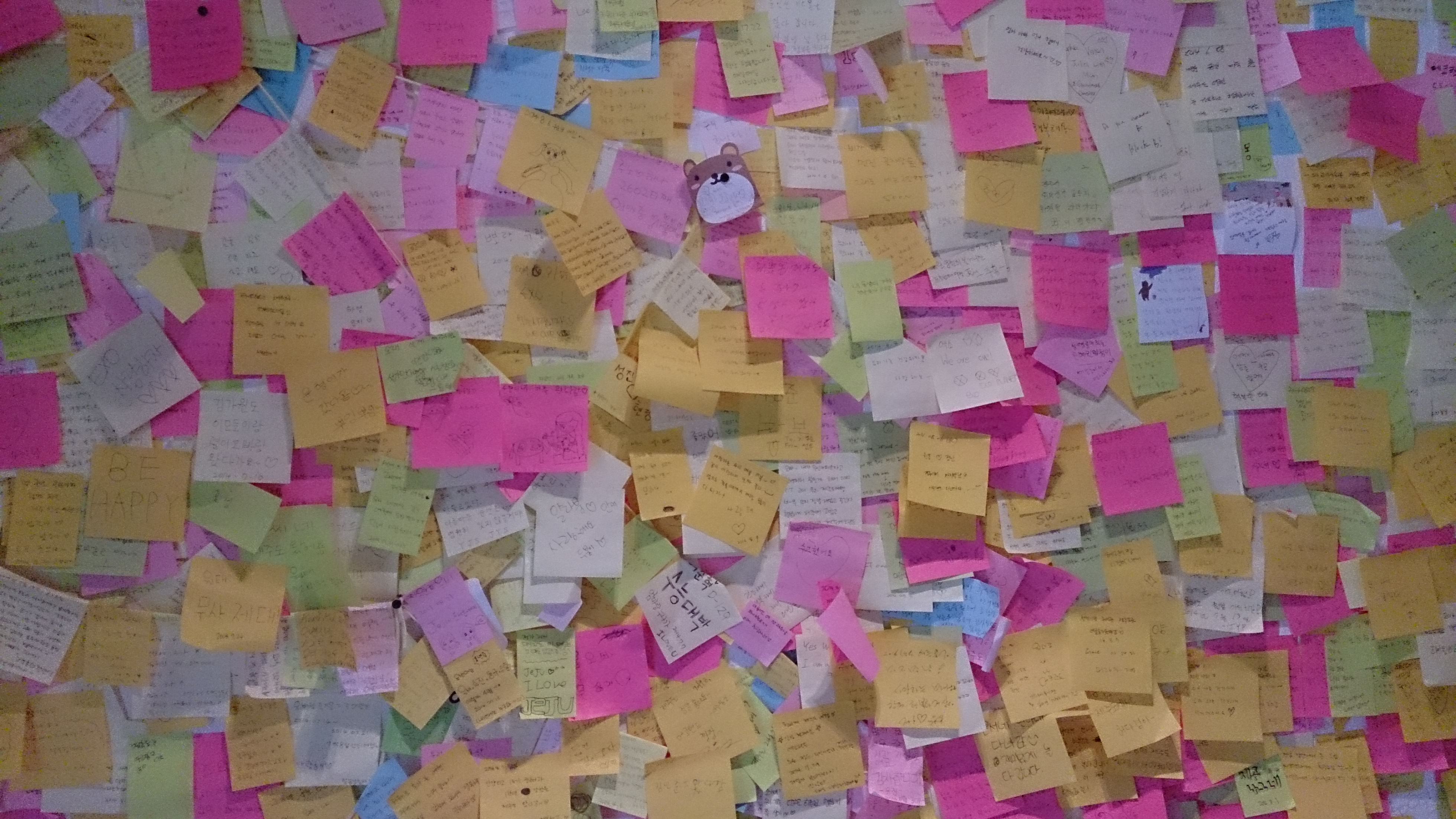
Notes per a no oblidar coses

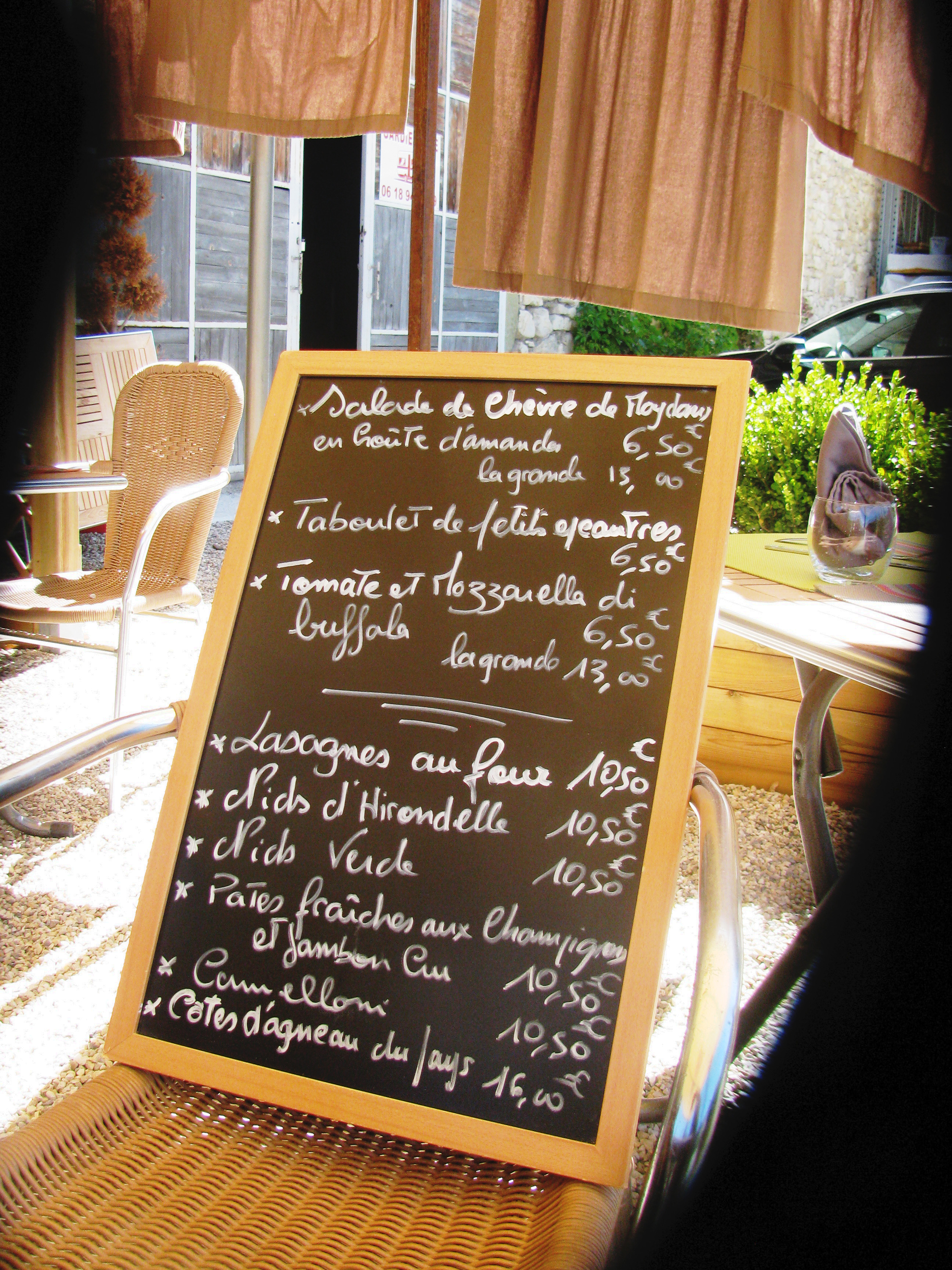
Carta amb els plats del dia

La taxonomia de funcions lingüístiques de M. A. K Halliday (1973) distingeix dues categories en el nivell epistèmic: l'ús heurístic i l'imaginatiu.
 Es refereix a aquesta última funció com a estètica, a més d'incloure una tercera funció amb la denominació de control social. Després d'aquestes consideracions, podem distingir i classificar els tipus de funcions:
La primera distinció s'aplica a l'ús que se'n fa: usos individuals (intrapersonals) o socials (interpersonals):
- Intrapersonals: l'autor de l'escrit i el seu destinatari són la mateixa persona. Les principals funcions són:
  - Registrativa: l'escriptura permet guardar informació sense límit de quantitat o durada. Es tracta de la funció mnemotècnica més bàsica que utilitzem correntment quan anotem adreces i telèfons, compromisos en agendes o idees que se'ns ocorren en un moment imprevist. Requereix domini del codi escrit i la seva correspondència amb els sons.
  - Manipulativa: en ser bidireccional i planificada, l'escriptura facilita la reformulació dels enunciats, segons les necessitats i les circumstàncies. No sempre reproduïm literalment el que hem escoltat, llegit, vist o pensat. Escriure permet elaborar la informació. Així, preparem el guió d'una conferència, per exemple.
  - Epistèmica: pujant un altre esglaó del desenvolupament cognitiu, la manipulació de dades permet a qui escriu generar opinions i idees que no existien abans d'iniciar l'activitat escriptora. Escriure es converteix en una potent eina de creació i aprenentatge de coneixements nous.
- Interpersonals: s'escriu per a altres: una persona coneguda o no, un grup, una associació, una comunitat lingüística, etc. L'escriptura es converteix en un instrument d'actuació social per informar, influir, ordenar, etc. Aquí també distingim diverses funcions:
  - Comunicativa: l'escriptura permet la comunicació en circumstàncies noves: en diferents llocs i temps, quan el fet d'escriure resulta més precís o cortès. Aquesta funció exigeix dominar els trets discursius i gramaticals propis de cada gènere i tipus de text.
  - Organitzativa: desenvolupa funcions ordenadores, certificadores o administradores. L'escriptura garanteix drets i deures de la ciutadania, informa al públic lector, garanteix drets al treballador, etc.
  - Pública: és una escriptura signada i ratificada per un notari que s'inscriu en el Registre de la Propietat.[14]
- Estètica o lúdica: l'escriptura pot tenir una dimensió artística, plaent o de diversió, com per exemple l'escriptura literària o d'un diari personal.

### Funcions socials

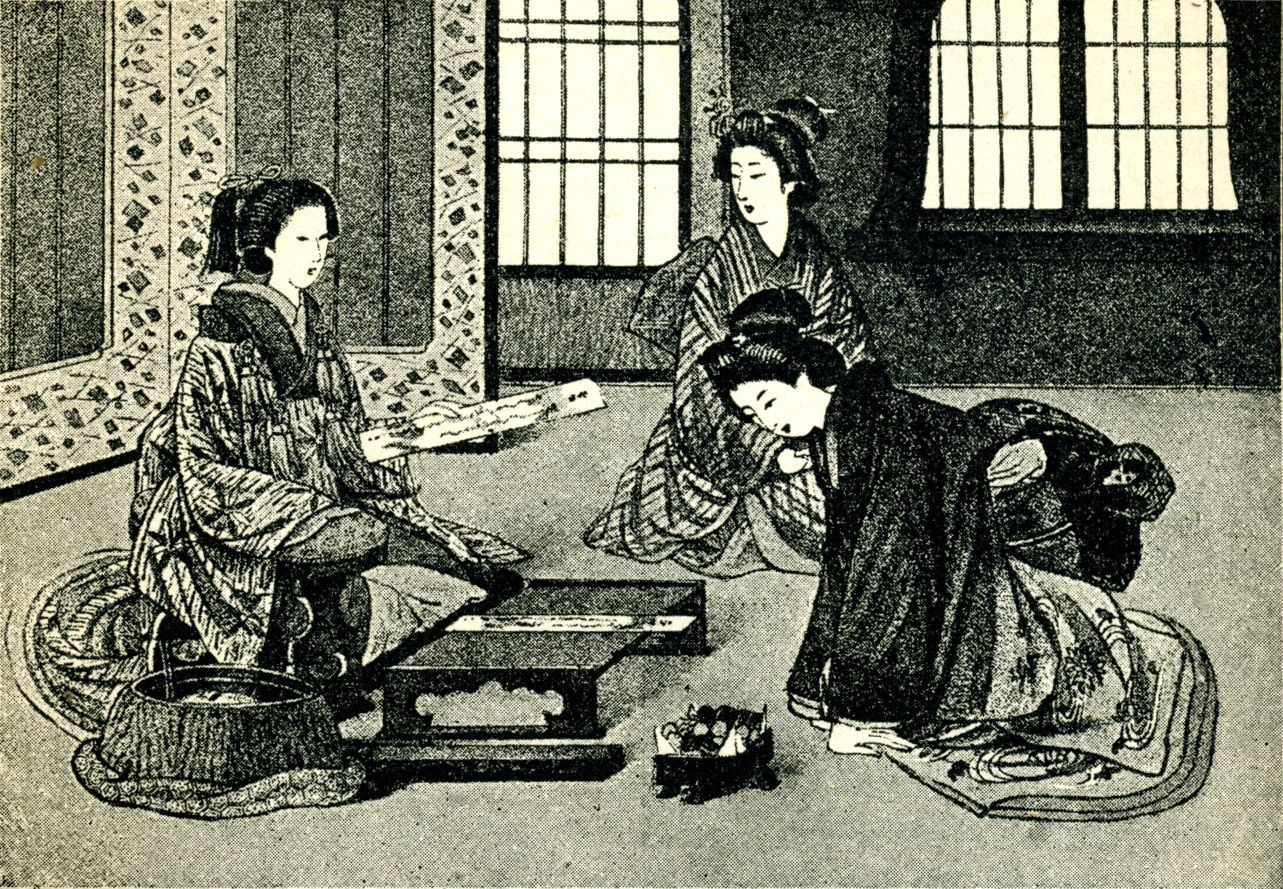
Escriptura com a vehicle de cultura

A finals del segle xx es tendeix a considerar el llenguatge simbòlic com a fenomen superestructural i part integral -equiparable a la mateixa història- del patrimoni historicocultural de la humanitat, més enllà dels aspectes i funcions de l'escriptura fora de les estrictament transmissores-difusores i els relacionats amb les fonts històriques, la filologia, la lingüística i el dret. Es dona preferència i més relleu a altres aspectes i funcions relacionats amb l'àmbit cultural, social, polític, juridicoadministratiu, històric, psicològic, antropològic i, sobretot, al seu valor ideològic i propagandístic, com a instrument estratègic i mitjà de poder, producte d'una època, d'un ambient i d'una societat concreta i canviant, i reflex fidel de la història de les mentalitats.
L'escriptura ha estat vehicle de cultura en totes les civilitzacions, però l'evolució de la cultura no ha depès exclusivament d'aquesta. Afirmar que l'evolució de la cultura i el mateix progrés han depès en exclusiva de la utilització d'una escriptura fa arribar a la conclusió equivocada que l'escriptura és la clau mateixa de progrés i de la civilització en el sentit més ampli, però l'escriptura no és l'únic vehicle antic ni modern de cultura, tot i que ocupi un lloc important dins de la història general de la cultura.

#### Alfabetització

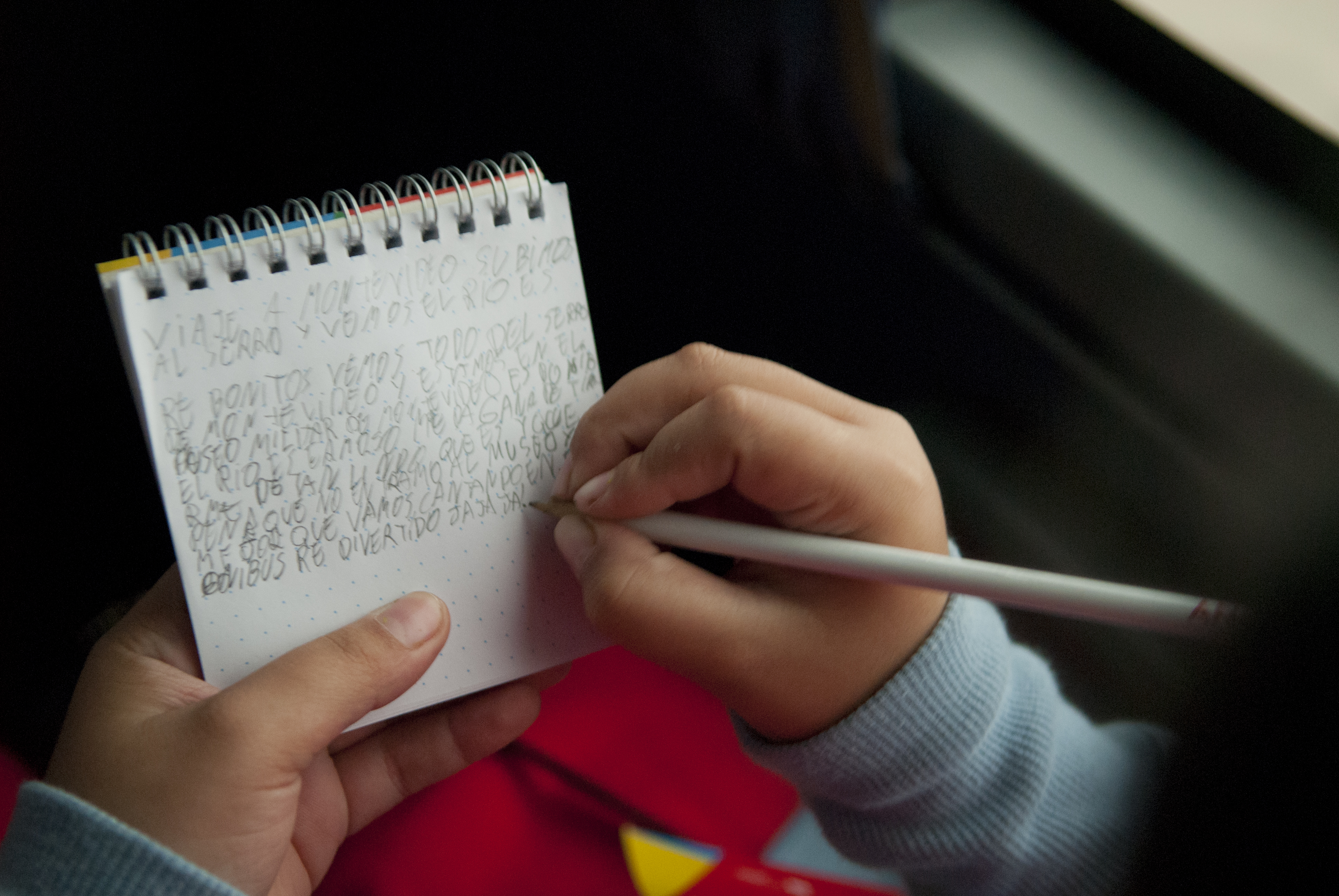
Aprenent a escriure

La possessió, ús i control d'aquest mitjà comunicador i difusor, a part de delimitar i establir la barrera i separació cultural de la societat en dos grans grups: persones i pobles alfabetitzats i persones i pobles analfabets, amb el temps, arribà a convertir-se en instrument de poder i decisió, en mitjà de propaganda i informació i, sobretot, en vehicle intel·lectual, economicoadministratiu, polític i sociocultural, a l'hora de transmetre, fixar, organitzar i gestionar multitud d'assumptes i negocis, sobretot en el moment de vertebrar el pensament i estructurar la vida juridicoadministrativa d'una societat concreta, en què la història i activitat de l'escriptura i els llenguatges simbòlics són una de les seves manifestacions culturals i ideològiques de major relleu.
L'escriptura, entesa com a mitjà de comunicació diferida, corre parella amb la vida, la cultura i història dels pobles i de les grans civilitzacions i imperis, però no se la pot separar i interpretar al marge del llenguatge pensat i, sovint, tampoc de la llengua parlada o audiovisualitzada.

#### Transmissió històrica

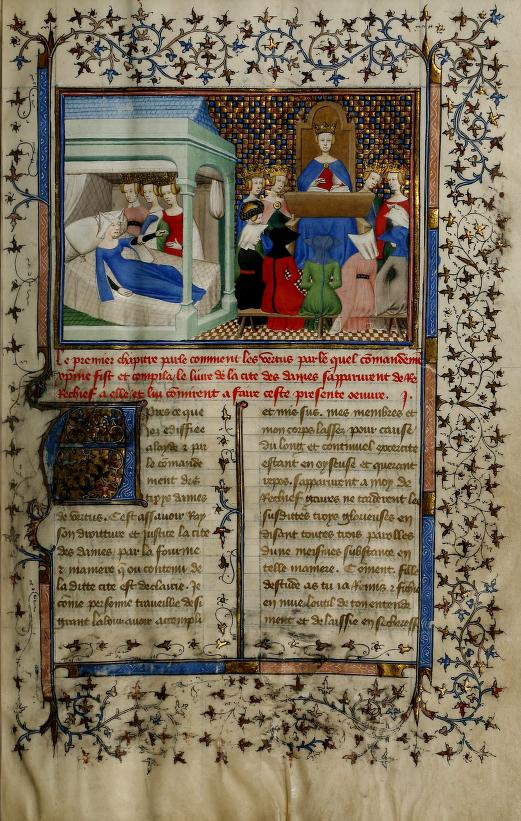
Document escrit medieval

L'aparició de documents escrits marca el pas de la prehistòria a la història. Els monuments i peces arquitectòniques, arqueològiques, pictòriques i altres arribats fins a nosaltres no són tants, ni els més indicatius de la vida, costums, cultura i mentalitat d'aquests pobles; molts aspectes importants i significatius escapen totalment a aquest tipus de fonts.
Sense el recurs generalitzat de l'escriptura i del llenguatge simbòlic, les fonts monumentals, la tradició i el medi oral (sistema fonamental de transmissió i difusió cultural i informativa durant segles), alguns coneixements científics, culturals, sociològics, econòmics i històrics del passat serien avui exigus.

## Didàctica de l'escriptura
L'aprenentatge de l'escriptura forma part de l'aprenentatge lectoescriptor. L'escriptura en l'ensenyament consta de dues fases diferenciades: la capacitat de l'aprenent de llegir i escriure en una o més llengües i sistemes, adquirida com a part del procés d'alfabetització, i sovint acompanyada d'exercicis de cal·ligrafia, i la pràctica de la redacció per millorar l'expressió escrita, que forma part de la competència comunicativa i pot donar-se en l'ensenyament obligatori, en la universitat (mitjançant tallers d'escriptura) o en cursos monogràfics, sigui d'escriptura literària com professional (a vegades units als de retòrica i comunicació eficaç). En aquesta segona modalitat s'ensenyen tècniques per fomentar la creativitat, l'eficàcia comunicativa, i es treballa en l'estructura del discurs, el coneixement de la tipologia textual i l'ampliació del vocabulari, així com en mecanismes de revisió de textos. Alguns alumnes poden tenir disgrafia.

## Escriptura en la informàtica

Taula de codificació de caràcters ASCII

En ordinadors i sistemes de telecomunicacions, els grafemes i altres unitats semblants necessàries per al processament de texts es representen amb "caràcters", que típicament es manifesten en una forma codificada.

## Vegeu també

La coreografia va néixer com una manera de documentar per escrit una dansa a distància en el temps i l'espai